# Malope anatolica
Malope anatolica är en malvaväxtart som beskrevs av Hub.-mor.. Malope anatolica ingår i släktet praktmalvor, och familjen malvaväxter. Inga underarter finns listade i Catalogue of Life.